# Bréhal
Bréhal è un comune francese di 3 102 abitanti situato nel dipartimento della Manica nella regione della Normandia.

## Società

### Evoluzione demografica
Abitanti censiti